# L'Isle-sur-la-Sorgue
L'Isle-sur-la-Sorgue este o comună în departamentul Vaucluse din sud-estul Franței. În 2009 avea o populație de 18.936 de locuitori.

## Evoluția populației
| An        | 1975   | 1982   | 1990   | 1999   | 2006   | 2009   |
| --------- | ------ | ------ | ------ | ------ | ------ | ------ |
| Populație | 11.508 | 12.728 | 15.564 | 16.971 | 18.015 | 18.936 |